# Forza quattro

Esempio di partita a Forza 4.

Forza 4 è un gioco da tavolo astratto di allineamento prodotto dalla Milton Bradley nel 1974. In Italia è stato commercializzato a partire da qualche anno dopo.
Si tratta di un gioco di allineamento (di solito su una matrice di sei righe e sette colonne) che richiama i giochi del Filetto e del Tris.
Anche in questo caso l'obiettivo è mettere in fila (orizzontale, verticale o diagonale) un certo numero (quattro nel gioco base, e da qui il suo nome) di proprie pedine; ma l'elemento fondamentale del gioco, che lo rende del tutto originale, è la forza di gravità: la scacchiera è posta in verticale fra i giocatori, e le pedine vengono fatte cadere lungo una griglia verticale, in modo tale che una pedina inserita in una certa colonna vada sempre a occupare la posizione libera situata più in basso nella colonna stessa.
Il gioco è anche conosciuto con i nomi inglesi Connect 4, Vertical Tic-Tac-Toe, Gravitational Tic-Tac-Toe e 4-in-a-row.
Forza 4 è un gioco "risolto": con questa definizione si intendono tutti quei giochi i quali hanno una sequenza di mosse pre-calcolate che, se eseguite, portano inevitabilmente alla vittoria di uno dei concorrenti. In Forza 4 il giocatore che comincia la partita ed esegue tutte le mosse "giuste" arriverà inevitabilmente a vincere l'incontro.
Un gioco ispirato al Forza 4 è comparso anche in una puntata di Giochi senza frontiere andata in onda nel 1981.